# 二甲硅烷基膦
二甲硅烷基膦是一种无机化合物，化学式为(H3Si)2PH，它可由甲硅烷基膦和甲硅烷无声放电得到，副产物为丙硅烷；或者通过溴甲硅烷和磷二氢化钾按化学计量比的反应制得。三甲基硅基磷基锂（Li[P(SiH3)2]）和硫化氢的反应也会生成(H3Si)2PH，但同时会产生单取代和三取代的产物。它可以和水或盐酸反应，放出磷化氢：
(H3Si)2PH + H2O → (H3Si)2O + PH3
(H3Si)2PH + 2HCl → 2H3SiCl + PH3